# The Sound Barrier
The Sound Barrier (bra: Sem Barreira no Céu; prt: A Barreira Sonora) é um filme britânico de 1952, do gênero drama, dirigido por David Lean  e estrelado por Ralph Richardson e Ann Todd.
Vencedor de vários prêmios, o filme é o primeiro projeto independente do diretor David Lean, e foi um grande sucesso de bilheteria.  Em forma de semidocumentário, o roteiro combina um intenso drama pessoal com a história da aviação a jato.
Nos Estados Unidos, a produção recebeu os títulos de Breaking the Sound Barrier e Breaking Through the Sound Barrier.

## Sinopse
John Ridgefield fabrica aviões e está determinado a quebrar a barreira do som. Esse sonho já custou a vida de seu filho Christopher e levou sua a filha Susan a se indispor com ele. Quando o próprio marido dela, Tony, também morre ao testar um dos jatos de John, Susan sai da casa do pai e vai viver com o casal amigo Philip e Jess. Mas Philip também é piloto e John o convence a voar em uma de suas aeronaves. Philip aceita e, efetivamente, consegui atingir a almejada velocidade supersônica sem nenhum tipo de acidente. Assim, Susan, a essa altura já mãe de um bebê, vê que tudo que seu pai fazia era pelo progresso da ciência e reconcilia-se com ele.

## Premiações
| Patrocinador                                  | Prêmio | Categoria | Situação |
| --------------------------------------------- | ------ | --- | --- |
| Academia de Artes e Ciências Cinematográficas | Oscar  | Melhor Roteiro Original Melhor Mixagem de Som | Indicado[carece de fontes?] Vencedor[carece de fontes?]                                                                                     |
| British Academy of Film and Television Arts   | BAFTA  | Melhor Filme Britânico Melhor Filme de Qualquer Fonte Melhor Ator Britânico (Ralph Richardson) Melhor Ator Britânico (Nigel Patrick) Melhor Atriz Britância (Ann Todd) | Vencedor[carece de fontes?] Vencedor[carece de fontes?] Vencedor[carece de fontes?] Indicado[carece de fontes?] Indicado[carece de fontes?] |
| National Board of Review                      | NBR    | Melhor Diretor Melhor Ator (Ralph Richardson) Melhor Filme Estrangeiro                                                                                                 | Vencedor[carece de fontes?] Vencedor[carece de fontes?] Vencedor[carece de fontes?]                                                         |
| New York Film Critics Circle Awards           | NYFCC  | Melhor Filme Melhor Diretor Melhor Ator (Ralph Richardson) | 3º Lugar[carece de fontes?] 3º lugar[carece de fontes?] Vencedor[carece de fontes?]                                                         |

## Elenco
| Ator/Atriz       | Personagem             |
| ---------------- | ---------------------- |
| Ralph Richardson | John Ridgefield        |
| Ann Todd         | Susan Garthwaite       |
| Nigel Patrick    | Tony Garthwaite        |
| John Justin      | Philip Peel            |
| Dinah Sheridan   | Jess Peel              |
| Joseph Tomelty   | Will Sparks            |
| Denholm Elliott  | Christopher Ridgefield |
| Jack Allen       | Windy Williams         |
| Ralph Michael    | Fletcher               |